# Mariene ecoregio Oostelijke Carolinen
De Mariene ecoregio Oostelijke Carolinen (124) (Engels: East Caroline Islands marine ecoregion) is een biogeografische regio en ligt in het westen van de Grote Oceaan in de Mariene provincie Tropische Noordwestelijke Stille Oceaan (29) in het Marien rijk Centrale Indo-Pacific. De mariene ecoregio is vastgesteld door het World Wide Fund for Nature en The Nature Conservancy en is vernoemd naar de eilandengroep de Carolinen.
In het oosten grenst het gebied aan de mariene ecoregio Marshalleilanden (153), in het noorden aan de mariene ecoregio Marianen (123) en in het westen aan de mariene ecoregio Westelijke Carolinen (125).

## Geografie
De mariene ecoregio ligt in het westen van de Grote Oceaan rond het oostelijk deel van de eilandengroep de Carolinen in Micronesië. Het gebied strekt zich uit rond de wateren van het eiland Kosrae in het oosten tot de atol Eauripik in het westen.
Door het gebied stroomt de Pacifische Noordequatoriale stroom en de Pacifische Equatoriale tegenstroom.

## Biogeografie
Het gebied kent zeeleven dat houdt van tropische temperaturen.